# John Hays Hammond
John Hays Hammond (San Francisco, 31 de marzo de 1855-Gloucester, 8 de junio de 1936) fue un ingeniero de minas, diplomático, y filántropo estadounidense. Conocido como el hombre con el toque de Midas, acumuló una fortuna considerable antes de los 40 años. Un defensor temprano de la minería profunda, asumió el mando completo de las minas de Cecil Rhodes en Sudáfrica y consiguió éxito de cada empresa. Fue una fuerza principal en la planificación y ejecución del Jameson Raid en 1895. Fracasó, y Hammond y los otros líderes del Comité de Reforma de Johannesburgo, fue arrestado y condenado a la muerte. Los líderes del Comité fueron liberados tras pagar fuertes multas, pero después Hammond salió de África. Volvió a los Estados Unidos, y se convirtió en amigo íntimo del presidente William Howard Taft, y fue nombrado embajador especial. Continuó desarrollando minas en México y California y, en 1923, hizo otra fortuna mientras buscando petróleo con la Compañía de Exploración Burnham. Su hijo, John Hays Hammond, Jr., patentó más de 400 invenciones, y es considerado el padre del radiocontrol.

## Biografía
Hammond nació en San Francisco en el seno de una familia que se había mudado a California en 1849 durante la Fiebre del oro. Hammond asistió la Escuela Científica Sheffield de la Universidad de Yale, donde recibió un bachillerato de filosofía en 1876, y más tarde asistió a la Escuela Real de Minas de Freiberg, Alemania, desde 1876 a 1879, siendo allí donde conoció a su esposa Natalie Harris.
Hammond tomó su primer trabajo minero como experto para el Servicio Geológico de los Estados Unidos en Washington D. C.. Volvió a California en 1881 para trabajar para el senador Hearst, magnate minero y padre de William Randolph Hearst. En 1882, fue enviado a México para supervisar unas minas.
En 1884-1893, Hammond trabajó en San Francisco como ingeniero consejero para Union Iron Works, Central Pacific Railway y Southern Pacific Railway. En 1893, fue a Sudáfrica para investigar las minas de oro en Transvaal para los hermanos Barnato. En 1894, se unió a la Compañía Británica de Sudáfrica para trabajar con Cecil Rhodes y abrió minas en Mashonalandia. Para 1895, estaba supervisando las propiedades de Rhodes en Transvaal, con sus cuarteles generales en Johannesburgo, Sudáfrica. Un defensor temprano de la minería profunda, Hammond recibió el control completo de las minas de oro y diamantes de Rhodes y consiguió éxitos en todas ellas. Mientras trabajando para Rhodes, se hizo conocido mundialmente como ingeniero. Continuó trabajando para Rhodes hasta 1899.

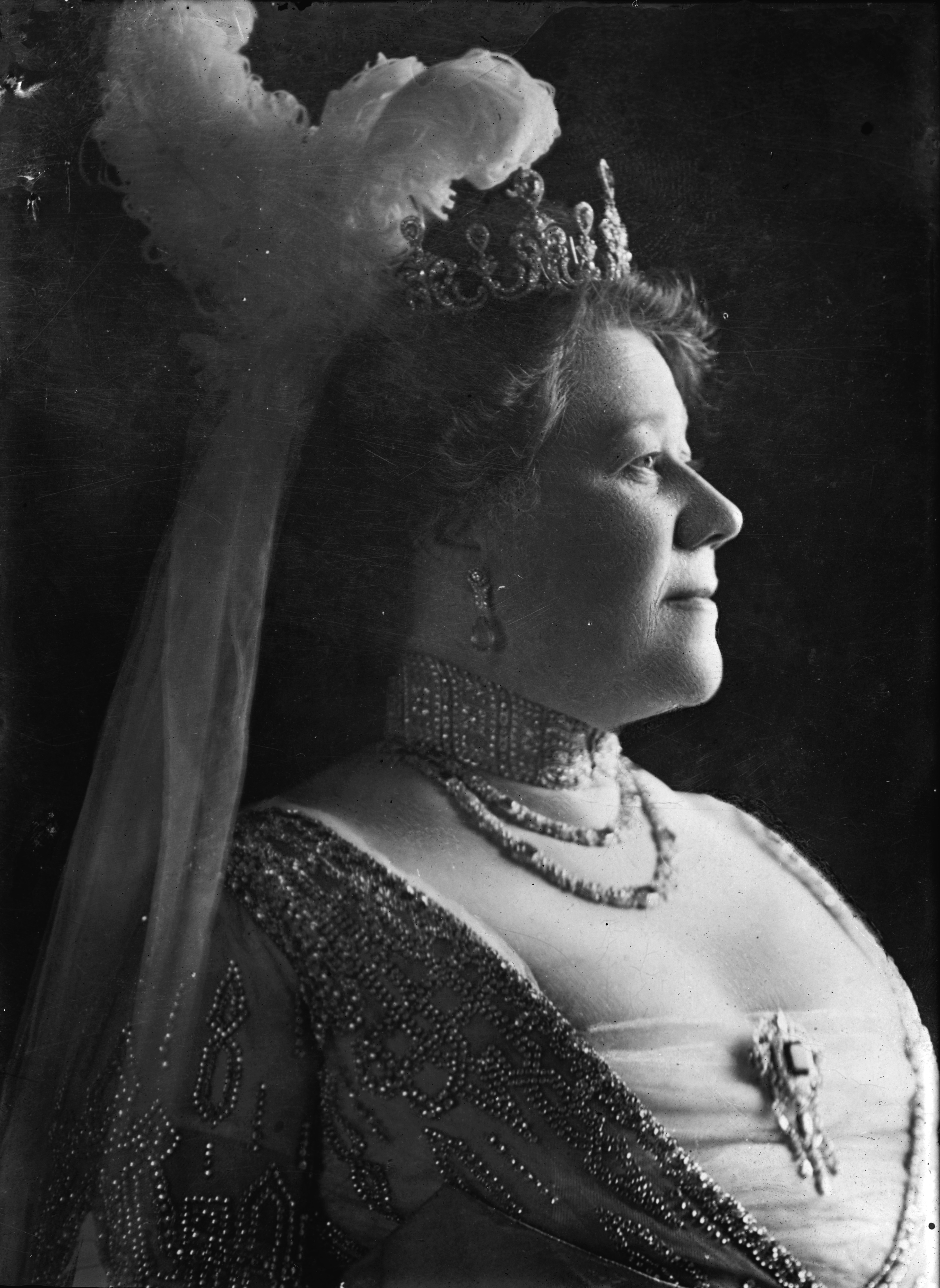
La esposa de Hammond, Natalie Harris Hammond

Hammond llegó al Transvaal durante una situación política tensa. La fiebre de oro había llevado consiga una población considerable de trabajadores extranjeros, principalmente británicos y estadounidenses, quienes los bóeres llamaban los "Uitlanders" (extranjeros). Dichos inmigrantes, manipulados por Rhodes, formaron un Comité de Reforma encabezado por el coronel Frank Rhodes (hermano de Cecil), Hammond, y otros. Exigieron una constitución estable, una ley justa de sufragio, un sistema judicial independiente y un mejor sistema educativo, y alegaban que el gobierno bajo el presidente Paul Kruger había hecho promesas, pero fracasó a la hora de cumplirlas. Rhodes organizó estas exigencias, porque sabía que Kruger nunca las aceptaría, justificando la intervención por el gobierno británico para proteger los intereses supuestos de mineros británicos, la mayoría de los que no querían votar o asentarse en el Transvaal. La civilidad finalmente colapsó cuando Leander Starr Jameson, el administrador general de Matabelelandia para la Compañía Británica de Sudáfrica, invadió prematuramente el Transvaal con 1.500 soldados en el Jameson Raid, y fue capturado en diciembre de 1895. Poco después Hammond y la mayoría de los miembros del Comité de Reforma fueron arrestados y dejados en malas condiciones.
En abril ocurrió el caso del Comité de Reforma. Hammond fue condenado a la horca, pero el presidente Kruger conmutó la sentencia. Por unas semanas, Hammond y los otros permanecieron en malas condiciones. Por fin, Rhodes pagó unas 300.000 de libras de multas. Poco después, Hammond salió para Inglaterra.

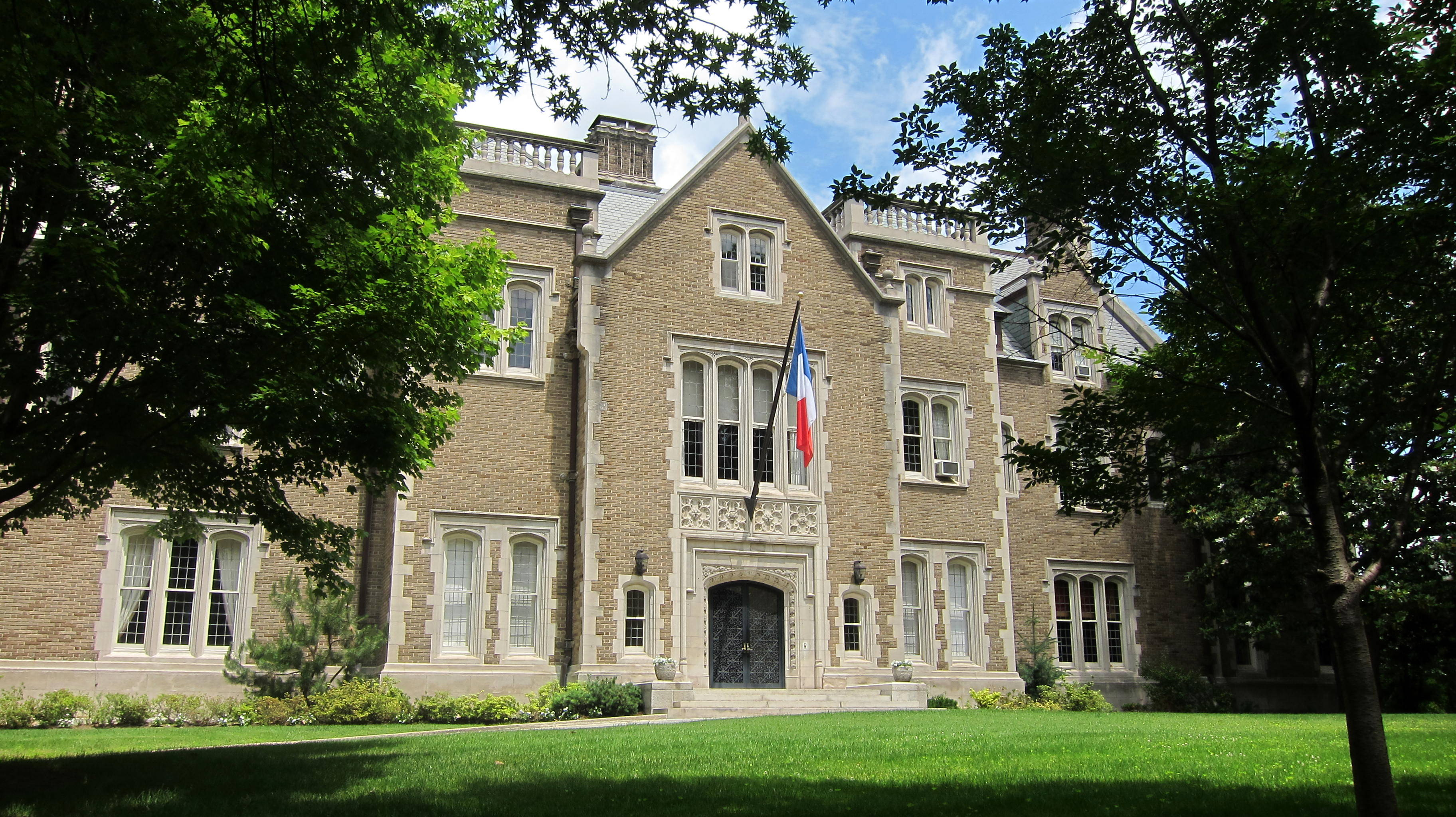
Antigua residencia de Hammond en Washington D. C.

Hacia 1900, Hammond, ahora famoso, se mudó a los Estados Unidos e informó sobre  propiedades mineras en los Estados Unidos y México. Su reportaje sobre la mina Independencia en Colorado reveló que las reservas de minerales habían sido muy sobrevaloradas, y estalló la burbuja bursátil. Se convirtió en profesor de ingeniería minería en la Universidad de Yale entre 1902 y 1909, y en 1903-1907 fue empleado como un gerente y consejero de ingeniería por Daniel Guggenheim.
Hammond también era activo en el Partido Republicano y se convirtió en un amigo íntimo del presidente William Howard Taft, a quien había conocido desde su tiempo en Yale. En 1908, Hammond era un candidato republicano para la vicepresidencia, pero no recibió muchos delegados en la convención nacional. Se mudó a Washington para estar más cercano al presidente y acompañó al presidente en muchos viajes.En 1911, Taft mandó a Hammond a la coronación del rey Jorge V como embajador especial, y le mandó dos veces para ayudar al zar Nicolás II de Rusia con problemas de riego y otros problemas de ingeniería. 
Su amistad íntima con Frederick Russell Burnham, el Scout muy condecorado a quien conoció en África, le trajo riquezas cuando la compañía de Burnham halló petróleo cerca de Carson, California, en 1923.
Hammond murió de oclusión coronaria el 8 de junio de 1936 en Gloucester, Massachusetts.